# 4e Leger (Wehrmacht)
Het 4e Leger (Duits: 4. Armee) was een onderdeel van het Duitse leger in de Tweede Wereldoorlog. Het werd opgericht op 1 december 1938.

## Tweede Wereldoorlog

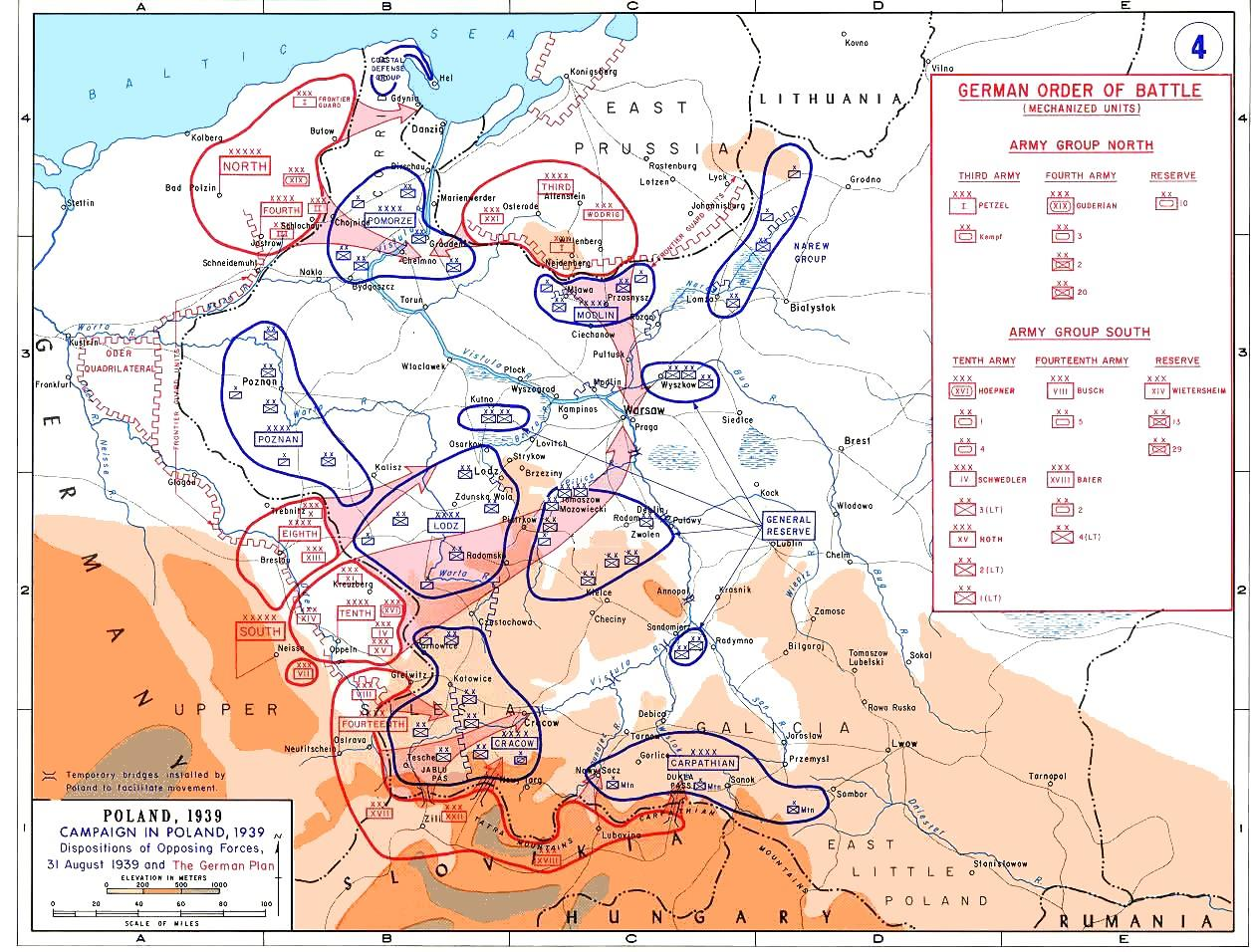
Positie van de Duitse legers bij het begin van de inval in Polen.

Tijdens de inval in Polen was het 4e Leger onder bevel van generaal Günther von Kluge een deel van Heeresgruppe Nord. Het 4e Leger begon zijn aanval vanuit Pommeren. Reeds op 2 september 1939 brak het door de Poolse grensstelling en rukte het op naar het oosten door de Poolse Corridor. Het maakte contact met het 3e Leger. Op deze manier werd Danzig afgesneden van de rest van Polen. Daarna vervolgde het 4e Leger zijn opmars langs de Weichsel. Samen met het 10e Leger vormde het 4e Leger de tangbeweging waarmee het Poolse leger ten westen van Warschau werd omsingeld. Op 13 september bereikte het 4e Leger de buitenwijken van Warschau.
Tijdens de inval in Frankrijk volgde het 4e Leger in het spoor van Panzergruppe Kleist en Panzergruppe Guderian. Het 4e Leger rukte op door de Ardennen, veroverde de forten rond Namen en Luik en bereikte ten slotte op 20 mei 1940 Abbeville. De spits van het leger werd gevormd door de 7e Pantserdivisie onder leiding van generaal Erwin Rommel. Daarna zette het leger de aanval verder in de richting van Duinkerken, dat na de geallieerde evacuatie werd veroverd op 4 juni 1940. Tijdens de verdere opmars in Frankrijk vormde het 4e Leger de westelijke vleugel van Heeresgruppe A. Op 5 juni 1940 stak de voorhoede de Somme over en trok naar het zuiden. Op het moment van de Franse capitulatie stond de voorhoede aan de Loire.
In Operatie Barbarossa vormde het 4e Leger een onderdeel van Heeresgruppe Mitte. In 1941 nam het deel aan de omsingeling van Russische troepen bij Minsk en Smolensk, maar de troepen strandden voor Moskou in de winter van 1941. In 1942 en 1943 wist het 4e Leger de aanvallen van het Rode Leger af te slaan. Tijdens Operatie Bagration werden twee van de drie korpsen van het 4e Leger omsingeld en vernietigd in Mogilov. De overlevenden vluchtten naar het westen.
Eind 1944 werd het 4e Leger heropgebouwd in Oost-Pruisen. Op 16 oktober 1944 lanceerde het Rode Leger zijn eerste aanval op Oost-Pruisen, maar wegens het hardnekkige verzet van de Duitse verdediging werd de aanval op 27 oktober 1944 gestaakt. Op 13 januari 1945 ondernam het Rode Leger een tweede poging. Ze braken door de Duitse linies en het 4e Leger werd naar de Baltische kust teruggedreven en omsingeld in de Heiligenbeil-pocket. Pas op 20 maart 1945 wist het Rode Leger de omsingelde troepen te vernietigen. Dankzij het koppige verzet van het 4e Leger wisten duizenden burgers over zee te ontsnappen. De restanten van het 4e Leger werden geëvacueerd naar het Wislahaf, de staf werd naar West-Duitsland geëvacueerd en daar gebruikt voor de opstelling van het 21e Leger.

## Commandanten[1]
| Rang                     | Naam                     | Begin            | Eind             |
| ------------------------ | ------------------------ | ---------------- | ---------------- |
| Generaal der Artillerie  | Günther von Kluge        | 1 december 1938  | 19 december 1941 |
| Generaal der Bergtroepen | Ludwig Kübler            | 19 december 1941 | 20 januari 1942  |
| Generaal der Infanterie  | Gotthard Heinrici        | 20 januari 1942  | 6 juni 1942      |
| Generaal der Infanterie  | Hans von Salmuth         | 6 juni 1942      | 15 juli 1942     |
| Generaal der Infanterie  | Gotthard Heinrici        | 15 juli 1942     | 1 juni 1943      |
| Kolonel-generaal         | Hans von Salmuth         | 1 juni 1943      | 31 juli 1943     |
| Kolonel-generaal         | Gotthard Heinrici        | 31 juli 1943     | 4 juni 1944      |
| Generaal der Infanterie  | Kurt von Tippelskirch    | 4 juni 1944      | 30 juni 1944     |
| Luitenant-generaal       | Vincenz Müller           | 30 juni 1944     | 7 juli 1944      |
| Generaal der Infanterie  | Kurt von Tippelskirch    | 7 juli 1944      | 18 juli 1944     |
| Generaal der Infanterie  | Friedrich Hoßbach        | 18 juli 1944     | 29 januari 1945  |
| Generaal der Infanterie  | Friedrich-Wilhelm Müller | 29 januari 1945  | 27 april 1945    |

Na de Poolse campagne werd Günther von Kluge op 1 oktober 1939 tot kolonel-generaal bevorderd.
Na de verovering van Frankrijk werd hij op 19 juli 1941 tot veldmaarschalk bevorderd.
Op 1 januari 1943 werd Gotthard Heinrici tot kolonel-generaal bevorderd.